# Комиссия по справедливой торговле (Республика Корея)
Комиссия по справедливой торговле Республики Корея является регулирующим органом конкуренции в Южной Корее. Она была создана в 1981 году в рамках экономического планирования на основании вышедшего закона о регулировании монополий № 3320 от 31 декабря 1980 года. В 1994 году Комиссия по справедливой торговле и его секретариат были отделены от Совета по экономическому планированию как самостоятельное ведомство на уровне замминистра, центральной административной организации. В 1996 году статус председателя комиссии был возведен с уровня замминистра на уровень министра.

## Исполнение
Кроме регулирования справедливой конкуренции, агентство обеспечивает исполнение следующих законов:
- Закон о договоре присоединения, Закон № 3922 от 31 декабря 1986 года.

- Закон о справедливых торговой маркировке и рекламе, Закон № 5814 от 5 февраля 1999 года.

- Многоаспектный закон об аннулировании картелей, Закон № 5815 от 5 февраля 1999 года.

- Закон о продажах «От двери до двери», Закон № 4481 от 31 декабря 1991 года.

- Закон о погашении в рассрочку, Закон № 4480 от 31 декабря 1991 года.

- Закон о справедливых сделках по субподрядам, Закон № 3799 от 31 декабря 1984 года.

- Закон о справедливых франшизах, Закон № 6704 13 мая 2002 года.

- Закон о защите прав потребителей в электронной торговле, Закон № 6687 от 30 марта 2002 года.